# Pelecopselaphus lateralis
Pelecopselaphus lateralis es una especie de escarabajo barrenador metálico del género Pelecopselaphus, de la superfamilia Buprestoidea, orden Coleoptera. Fue descrita por Waterhouse en 1882.
Fue publicada en Waterhouse C. O. Biologia Centrali-Americana, Insecta, Coleoptera, Buprestidae, Volume 3, part 1, pp. 1-32, plates i-ii. (1882).
. Se distribuye por la ecozona del Neotrópico.